# El bandit i la seva esposa
El bandit i la seva esposa (suec: Berg-Ejvind och hans hustru) és una pel·lícula muda sueca de 1918 dirigida per Victor Sjöström, basada en una obra de teatre de 1911 de Jóhann Sigurjónsson. Conta la història de Fjalla-Eyvindur, un facinerós islandès del segle xviii. Els intertítols han estat traduïts al català.
La pel·lícula va ser innovadora per la seva interpretació de la naturalesa salvatge. Va ser rodada en dues sessions en la primavera i finals de l'estiu de 1917, amb Åre i Abisko al nord de Suècia com a escenari de les Terres Altes d'Islàndia.

## Sinopsi
Un estrany que es fa dir Kári arriba a una granja al nord del país. El contracta com a treballador, i la propietària de la granja, la vídua Halla, s'enamora d'ell. L'agutzil local, que vol casar-se amb Halla, es posa gelós de Kári. Un altre home li diu a l'agutzil que Kári és, de fet, un lladre i fugitiu anomenat Eyvind. Kári al principi nega ser Eyvind i després derrota l'agutzil en un concurs de lluita lliure com a mesura de la seva sinceritat. No obstant això, quan Halla li proposa matrimoni, confessa la veritat del que va succeir en la seva empobrida vida anterior com Eyvind.
Quan l'agutzil torna amb altres per a arrestar Eyvind, ell i Halla abandonen la granja per les fredes i nues terres altes on viuen durant molts anys feliços. Tenen una nena i els acompanya el seu amic Arnes.
No obstant això, quan la nena té tres anys, Arnes confessa la seva solitud i el seu amor per Halla. Halla no comparteix els seus sentiments i decideix deixar-los. Mentre s'allunya, veu a un grup d'homes que s'acosten i torna corrent per a advertir a Eyvind i Halla. Els homes arriben al mateix temps i es produeix una baralla. Per temor a ser capturada, Halla llança al seu fill pel penya-segat al riu que es troba sota.
Eyvind i Halla escapen a l'hivern hostil. Algun temps després, estan tancats en una petita cabanya sense menjar. Estan bojos de fam. Eyvind considera abandonar Halla però no ho fa. Quan Eyvind va per llenya, Halla surt de la cabanya i es congela a la neu. Eyvind la troba i la sosté fins que mor congelat al seu costat.

## Repartiment
- Victor Sjöström com Eyvind;
- Edith Erastoff com Halla;
- John Ekman com Arnes;
- Jenny Tschernichin-Larsson com Guðfinna;
- Artur Rolén com Farmhand;
- Nils Arehn com Björn Bergstéinsson;
- William Larsson com Bjarni Sveinbjörnsson.

## Recepció crítica
Segons Louis Delluc, «Victor Sjöström prossegueix el discurs emprès amb Terje Vigen: la lluita de l'individu contra una societat hostil i contra un enemic despietat: la pròpia naturalesa.» Aquesta naturalesa constitueix el tercer personatge de la pel·lícula segons el crític, qui, en 1921, quan es va estrenar la pel·lícula a França, s'extasiava de la següent manera: «Aquesta és, sens dubte, la pel·lícula més bella del món. […] Sjöström ho va comprendre amb una dignitat que supera qualsevol comentari.» Georges Sadoul afegeix que «Les muntanyes, el guèiser, el torrent on els marginats, Berg-Eyvind i Troba, ofeguen al seu fill, la neu on s'enfonsen, són també personatges del drama [...]»
Jean-Wolf Bourget deia que «Només unes certes pel·lícules d'Erich von Stroheim com Blind Husbands o Greed fan una impressió tan física de la realitat [com Els proscrits]. Dotat del mateix sentit de narrador que Griffith, és així com un virtuós que Sjöström organitza les masses de la seva història, per exemple les analepsis que contrasten els moments edènics que van viure els facinerosos amb la seva odiosa vellesa.»
Per a Peter Cowie, Berg-Eyvind (interpretat per Victor Sjöström) és un precursor del cavaller de la pel·lícula El setè segell de Bergman, ja que, igual que aquest últim, «es nega a sucumbir a l'inevitable i finalment s'unirà a la seva difunta emmanilla en una tomba coberta de neu. Sobreviurà fins llavors gràcies a la seva valentia física, com a mostra la impressionant seqüència en la qual és suspès per una corda per sobre d'un penya-segat i solo se salva en l'últim moment (durant el rodatge, Sjöström gairebé perd la vida).»